# Prunus ruiziana
Prunus ruiziana är en rosväxtart som beskrevs av Emil Bernhard Koehne. Prunus ruiziana ingår i släktet prunusar, och familjen rosväxter. Inga underarter finns listade i Catalogue of Life.